# Альтенберг, Марьян
Марьян (Мариан) Альтенберг (укр. Мар'ян Альтенберґ;пол. Marian Altenberg; 16 августа 1907, Лемберг, Австро-Венгрия — 29 мая 1943, Варшава) — украинский музыкант, пианист, дирижёр Львовского оперного театра (1939—1941) и симфонического оркестра Львовской филармонии.

## Биография
Племянник известного львовского издателя и владельца книжного магазина Альфреда Альтенберга. Выпускник Львовской консерватории по классу фортепиано, дирижирование изучал в Берлине.
Музыкальную карьеру начал в качестве солиста и аккомпаниатора на радио, исполнял джаз.
Работал в оперных театрах Европы, перед войной — во Львове. Трудился дирижером рабочего хора и симфонических концертов Львовской филармонии и концертмейстером Львовского Большого городского театра. После воссоединения Западной Украины с СССР стал концертмейстером Львовского театра оперы и балета.
В 1939—1941 — дирижёр Львовского театра оперы и балета.
Казнён немецкими оккупантами 29 мая 1943 года в Варшаве.